# آدام استلتزنر
آدام دیدریش استلتزنر (به انگلیسی: Adam Diedrich Steltzner) (متولد ۱۹۶۳) مهندس آمریکایی ناسا است که در آزمایشگاه پیشرانه جت (JPL) فعالیت می‌کند. او در چندین پروژه فضایی از جمله فضاپیمای گالیله، کاسینی-هویگنس، رهیاب مریخ، مریخ‌نورد اکتشاف (MER) مشارکت داشت. او مهندس ارشد آزمایشگاه علمی مریخ در فاز EDL (ورود، سقوط و فرود) بوده و در طراحی، ساخت و آزمایش سیستم جرثقیل آسمان نقش داشت.